# Achatinellidae
Famille
Statut CITES
Les Achatinellidae sont une famille d'escargots terrestres tropicaux à respiration aérienne de l'ordre des Stylommatophora. Ceux-ci sont largement répartis dans les îles de l'océan Pacifique, principalement à Hawaï.

## Description
Les coquilles de ces espèces sont généralement très coniques, oblongues-ovales et de taille petite à moyenne. Les spires embryonnaires sont lisses ou faiblement striées en spirale. Les spires ultérieures, au nombre de cinq à sept, sont lisses ou à côtes radiales. L'ouverture relativement grande peut être modifiée par des lamelles pariétales ou fusiformes. Les bords de l'ouverture peuvent être simples, recourbés ou épaissis. À quelques exceptions près, la lèvre interne n'est pas développée. Dans l'appareil génital, le pénis est généralement dépourvu d'épiphallus.

## Répartition
Cette famille d'escargots est largement répandue dans les îles du Pacifique. C'est dans le groupe hawaïen qu'elle est la plus diversifiée. Parmi elles, on trouve de nombreuses espèces endémiques dont la répartition est limitée à une seule île. Certaines espèces sont (aujourd'hui) également présentes en Indonésie et dans certaines îles de l'océan Indien. Elles seraient arrivées sur ces îles par transport anthropique ou y auraient été introduites,.

## Liste des sous-taxons
Selon World Register of Marine Species (30 juillet 2025) :
- Sous-famille Achatinellinae Gulick, 1873
  - Genre Partulina L. Pfeiffer, 1854[4] (avec les sous-genres Partulina (Partulina) L. Pfeiffer, 1854, Partulina (Eburnella) Pease, 1870, Partulina (Partulinella) Hyatt, 1914 et Partulina (Baldwinia) Ancey, 1899)
  - Genre Achatinella Swainson, 1828[4] (avec les sous-genres Achatinella (Achatinella) Swainson, 1828, Achatinella (Achatinellastrum) L. Pfeiffer, 1854 et Achatinella (Bulimella) L. Pfeiffer, 1854)
  - Genre Perdicella Pease, 1869[4]
  - Genre Newcombia L. Pfeiffer, 1854[4]
- Sous-famille Auriculellinae Odhner, 1921
  - Genre Auriculella L. Pfeiffer, 1855
  - Genre Gulickia Cooke, 1915
  - ?Genre Laminella L. Pfeiffer, 1854
- Sous-famille Elasmatininae Iredale 1937 (syn.: Pitysinae Cooke & Kondo, 1960)
  - Tribu Elasmatini Iredale, 1937
    - Genre Strobilus Anton, 1839 (avec les sous-genres Strobilus (Strobilus) Anton, 1838, Strobilus (Tautautua) Cooke & Kondo, 1961, Strobilus (Tanga) Cooke & Kondo, 1961)
    - Genre Apopitys Cooke & Kondo, 1961
    - Genre Pukunia Cooke & Kondo, 1961
    - Genre Mitiperua Cooke & Kondo, 1961
    - Genre Taitaa Cooke & Kondo, 1961 (avec les sous-genres Taitaa (Taitaa) Cooke & Kondo, 1961, Taitaa (Taireva) Cooke & Kondo, 1961, Taitaa (Taraia) Cooke & Kondo, 1961)
    - Genre Maitua Cooke & Kondo, 1961
    - Genre Lamellovum Pilsbry, 1910
    - Genre Pitys Mörch, 1852
    - Genre Mangaoa Cooke & Kondo, 1961

  - Tribu Antonellini Cooke & Kondo, 1961
    - Genre Antonella Cooke & Kondo, 1961
    - Genre Perahua Cooke & Kondo, 1961

  - Tribu Tubuaiini Cooke & Kondo, 1961
    - Genre Celticola Cooke & Kondo, 1961 (avec les sous-genres Celticola (Celticola) Cooke & Kondo, 1961, Celticola (Nesonoica) Cooke & Kondo, 1961, Celticola (Meryticola) Cooke & Kondo, 1960)
    - Genre Tubuaia Cooke & Kondo, 1961
- Sous-famille Pacificellinae Steenberg, 1925
  - Tribu Pacificellini Steenberg, 1925
    - Genre Tornatellinops Pilsbry & Cooke, 1915

  - Tribu Lamellideini Cooke & Kondo, 1961 (est considéré comme une sous-famille par Schileyko (1998))
    - Genre Tornatellinops Pilsbry & Cooke, 1915 (est considéré par Schileyko comme le genre type d'une tribu Tornatellinopseinae)
    - Genre Lamellidea Pilsbry, 1910 (avec les sous-genres Lamellidea (Lamellidea)) Pilsbry, 1910, Lamellidea (Elamellidea) Cooke & Kondo, 1960, Lamellidea (Auhea) Kondo, 1962
- Sous-famille Tekoulininae Solem, 1972
  - Genre Tekoulina Solem, 1972
- Sous-famille Tornatellidinae Cooke & Kondo, 1961
  - Tribu Tornatellidini Cooke & Kondo, 1961
    - Genre Tornatellides Pilsbry, 1910 (avec les sous-genres Tornatellides (Tornatellides) Pilsbry, 1910, Tornatellides (Aedituans) Cooke & Kondo, 1961, Tornatellides (Ambrosiella) Odhner, 1963 et Tornatellides (Waimea) Pilsbry & Cooke, 1915)

  - Tribu Tornatellariini Cooke & Kondo, 1961
    - Genre Philopoa Cooke & Kondo, 1961
    - Genre Tornatellaria Pilsbry, 1910
- Sous-famille Tornatellininae Sykes, 1900
  - Tribu Tornatellinini Sykes, 1900
    - Genre Tornatellina Pfeiffer, 1842
    - Genre Fernandezia Pilsbry, 1910

  - Tribu Elasmiatini Kuroda & Habe, 1949
    - Genre Elasmias Pilsbry, 1910
- Genres non-classés
  - Genre Gulickia Cooke, 1915
  - † Genre Hotumatua Kirch, Christensen & Steadman, 2009 - Hotumatua anakenana Kirch, Christensen & Steadman, 2009[5]
  - Genre Tornatellinops Pilsbry, 1915
  - Genre Tornelasmias Iredale, 1944

## Systématique
Le nom valide complet (avec auteur) de ce taxon est Achatinellidae Gulick (d), 1873,.
Autrefois seule famille de la super-famille des Achatinelloidea (selon la taxonomie des Gastropoda de Bouchet & Rocroi, 2005), elle est désormais classée dans la super-famille des Pupilloidea.
La famille des Achatinellidae représente un rayonnement adaptatif diversifié. On pense que toutes les espèces d'escargots arboricoles d'Hawaï descendent d'un seul escargot ancestral. On ignore comment cet escargot ancestral a parcouru les 3 800 km à travers l'océan.
Une théorie ancienne veut qu'un oiseau ait transporté un ancêtre nettement plus petit à travers l'océan et l'ait déposé sur les îles, la dispersion par les oiseaux ayant été documentée chez d'autres espèces d'escargots. D'autres théories suggèrent qu'il aurait flotté sur un tapis de débris, ou qu'il aurait voyagé d'île en île à travers le Pacifique, selon une combinaison de ces théories.

### Publication originale
- (en) John Thomas Gulick, « On the classification of the Achatinellidae », Proceedings of the Zoological Society of London, Londres, vol. 1873, no 1,‎ 1873, p. 89-91 (lire en ligne, consulté le 30 juillet 2025).